# بكاه أحمدي
بكاه أحمدي (بالفارسية: پگاه احمدی) (1974، طهران في إيران)؛ صحفية، مترجمة، كاتِبة وشاعرة إيرانية. درست في جامعة طهران.